# Dasyeulophus gelechiae
Dasyeulophus gelechiae är en stekelart som först beskrevs av Miller 1964.  Dasyeulophus gelechiae ingår i släktet Dasyeulophus och familjen finglanssteklar. Inga underarter finns listade i Catalogue of Life.